# Бабій Павло Петрович
Бабій Павло Петрович (31 серпня 1936, м. Хмільник, Вінницька область — 15 січня 1993, м. Яготин, Київська область) — український та радянський хірург.

## Життєпис
Бабій Павло Петрович народився 31 серпня 1936 р. у м. Хмільник Вінницької області в родині службовця.
Медичну освіту здобув у Вінницькому державному медичному інституті ім. М. Пирогова (1954—1960 рр.).
Працював заступником головного лікаря по медичній частині у Старосинявській районній лікарні, Хмельницька область (1960—1964 рр.).
Головний лікар Літинської центральної районної лікарні (1964—1976 рр.).
Завідував хірургічним відділенням Славутської центральної лікарні (1976—1979 рр.).
Головний лікар Яготинської центральної районної лікарні (1979—1993 рр.). Зробив значний внесок у розвиток охорони здоров'я Яготинського району, матеріально-технічної бази медичних установ, оснащення їх сучасним обладнанням та устаткуванням. За роки керівництва ЦРЛ потужність лікарні доведена до 550 ліжок.
Учасник ліквідації аварії на Чорнобильській АЕС.
Помер 15 січня 1993 р.. Похований у Яготині.

## Нагороди
- Ордени «Знак Пошани» (1971), Трудового Червоного Прапора (1986)

- Медалі

- Почесне звання «Заслужений лікар України» (1992).[3]

- Знак «Відміннику охорони здоров'я»

## Вшанування пам'яті
- Іменем Павла Бабія названо вулицю у м. Яготин[4].